# Korićanske stijene
Korićanske stijene su gotovo vertikalne litice iznad kanjona Ugra i njegove pritoke Ilomske, u Pougarju, Bosna i Hercegovina.
Okružuju tzv. Korićanski plato sa selima Donji i Gornji Korićani koja su smještena istočnije i kojima duguju naziv. Obrušavaju se nešto blaže prema desnoj obali Ugra odnosno lijevoj obali Ilomske iznad čije se desne obale uzdižu Imljanske stijene nazvane prema selu Imljanima. Iznad ušća Ilomske u Ugar, na Korićanskim stijenama, nalazila se srednjovjekovna utvrda Oštrec (Oštrc).
Tijekom Rata u BiH, 21. kolovoza 1992. na ovom je lokalitetu ubijeno 224 logoraša bošnjačke i hrvatske nacionalnosti iz Prijedora. Ovaj ratni zločin su počini pripadnici Interventnog voda policije Republike Srpske.